# Celerena prodroma
Celerena prodroma är en fjärilsart som beskrevs av Edward Meyrick 1886. Celerena prodroma ingår i släktet Celerena och familjen mätare. Inga underarter finns listade i Catalogue of Life.